# Catharsius ugandicus
Catharsius ugandicus är en skalbaggsart som beskrevs av Gillet 1918. Catharsius ugandicus ingår i släktet Catharsius och familjen bladhorningar. Inga underarter finns listade.